# Emil Baur
Adolf Emil Baur, né le 4 août 1873 à Ulm et mort le 14 mars 1944 à Zurich, est un chimiste allemand. Entre 1911 à 1943, il est professeur titulaire de chimie physique à l'École polytechnique fédérale de Zurich. Il a contribué à la recherche en électrochimie, principalement sur les piles à combustible. Baur est un pionnier dans les domaines des piles à combustible à oxyde solide (SOFC) et des piles à combustible à carbonate fondu (MCFC), parmi lesquelles la pile à combustible au carbone.

## Biographie

### Jeunesse et début de carrière
Baur naît à Ulm et vient d'une famille de commerçants et de fonctionnaires. Il étudie la chimie physique à Munich et à Berlin. Il obtient son doctorat de l'université Louis-et-Maximilien de Munich en 1897 puis effectue sa recherche postdoctoral dans la même ville jusqu'en 1901. Il travaille auprès de Wilhelm Muthmann à l'université technique de Munich et comme assistant de Wilhelm Ostwald à Leipzig. À partir de 1905, il travaille comme assistant scientifique à l'office impérial à la Santé à Berlin. En 1907, il devient professeur de chimie physique à l'université technique de Brunswick.[réf. nécessaire]
En 1913, Baur est l'un des évaluateurs de la thèse d'habilitation d'Otto Stern.

### Recherche
Baur travaille déjà sur les piles à combustible en 1909 et en 1910,. En 1911, il s'installe à Zurich pour exercer comme professeur de chimie physique et d'électrochimie à l'École polytechnique fédérale de Zurich,, parallèlement à la poursuite de ses recherches sur les piles à combustible. Avec l'un de ses étudiants, William Dupré Treadwell, ils déposent deux brevets conjoints, sur ces piles. Baur travaille également sur une pile à combustible hydrogène-oxygène utilisant de l'hydroxyde de sodium fondu comme électrolyte, puis d'autres oxydes solides. Il travaille extensivement sur les piles à carbonates fondus, particulièrement au charbon.
Dans les années 1930, avec l'aide de Hans Preis, il se tourne vers les piles SOFC. Il en construit à partir de divers métaux de transition tels que le cérium, le lanthane, le tungstène le zirconium ou encore l'yttrium. Ces expériences mèneront à des recherches sur les propriétés de conduction anionique de la zircone dans les années 1960, puis à l'utilisation industrielle de ces propriétés. La publication de Baur de 1937 à ce sujet a permis de faire connaître les piles à combustible à oxyde solide dans la communauté scientifique.[réf. nécessaire]
Il contribue de plus à l'étude des propriétés spectroscopiques de plusieurs composés chimiques.
En 1914 et 1919, Baur dépose des brevets pour l'extraction d'or à partir de solutions diluées, notamment à partir de l'eau de mer,. Selon lui, les océans contenaient la majeure partie des réserves d'or mondiales. Cette théorie conduit à un projet de recherche dans les années 1920, dirigé par Fritz Haber, qui visait à extraire l'or des océans, mais qui n'a finalement pas abouti.[réf. nécessaire]
Il a également travaillé sans succès sur la conversion carbone en diamant.
Le sujet d'intérêt majeur de la recherche de Baur reste toutefois ce qu'il désigne comme la « cosmographie chimique ». En mêlant plusieurs disciplines (entre autres la géochimie et la cosmochimie, mais aussi la paléontologie et la pétrographie), il cherche à comprendre le rôle des transformations chimiques dans l'évolution de l'univers et plus généralement dans la nature. Cette étude approfondie de la cosmographie le pousse à travailler sur les réactions cycliques ou irréversibles. Il est possible que ses recherches aient inspiré Boris Pavlovitch Belooussov dans son travail sur les réactions oscillantes,.

### Vie privée
Baur se marie en 1905. Il a une fille et un fils, Arthur Baur (1915-2010), qui est devenu connu comme linguiste et espérantiste.

## Publications (sélection)
Baur a publié plus de 150 publications scientifiques. Ses ouvrages les plus importants sont :
- (de) Bestimmungen von Umwandlungspunkten, Affinitätsgrössen, Dissoziationswärmen etc. auf elektrischem Wege, Munich, V. Höfling, 1897, 49 p. (OCLC 638074867)
- (de) Chemische Kosmographie (Conférence donnée à la Kgl. Technischen Hochschule à l'hiver 1902/1903), Munich, 1903, 225 p. (OCLC 163152778)
- (de) Kurzer Abriss der Spektroskopie und Kolorimetrie, Leipzig, Johann Ambrosius Barth, 1907, 122 p. (OCLC 251974380)
- (de) Themen der physikalischen Chemie (Conférences données à l'initiative de l'Association des ingénieurs allemands à la Technische Hochschule de Brunswick), Leipzig, éditeur académique m. b. H., 1910 (lire en ligne)
- (de) Schweizerischer Wasserwirtschaftsverband : Die Verwendung der Elektrizität zu elektrochemischen und elektrometallurgischen Zwecken (discours suivi d'un débat), Zurich et Leipzig, Rascher, 1915, 30 p. (OCLC 251974582)
- (de) Erforschung der Photolyse der Kohlensäure, Zurich, Orell Füssli, 1943, 79 p. (OCLC 3127613)